# Porto di Termini Imerese
Il porto di Termini Imerese è uno scalo marittimo d'interesse nazionale, vicino e strettamente integrato con quello di Palermo. 
Lo scalo è attivo nel settore merci (container e rinfuse solide), in quello del diporto e della cantieristica minore. I collegamenti via traghetto sono giornalieri con il porto di Civitavecchia e settimanali con quello di Napoli, tutti esercitati da Grandi Navi Veloci.

## Storia
L'attività portuale a Termini Imerese è antica quanto la località stessa e s'è sviluppata nel corso dei secoli, operandovi fino al XIX secolo il "Regio caricatore", cui afferivano le derrate alimentari (in primo luogo grano) dall'entroterra per l'esportazione. Nel XX secolo è stato ampliato e modernizzato a supporto della limitrofa area industriale.
L'Autorità di sistema portuale della Sicilia occidentale, che gestisce lo scalo, ha in corso diversi interventi per il suo potenziamento , anche in vista dello spostamento di gran parte del traffico merci dal Porto di Palermo.

## Dati di traffico
I dati statistici segnalano, dopo un pesante rallentamento, la progressiva crescita dell'attività nel settore merci (dati espressi in tonnellate), affiancata da un incremento anche nei movimenti passeggeri
| Tipologia  | 2014    | 2015    | 2016    | 2017    | 2018      | 2019    |
| ---------- | ------- | ------- | ------- | ------- | --------- | ------- |
| Passeggeri | 26.392  | 11.490  | 9.960   | 72.599  | 53.106    | 55.093  |
| Merci      | 279.646 | 264.687 | 238.915 | 670.893 | 1.188.199 | 693.733 |